# Уза (станція)
Уза (біл. Уза, до 1902 — Семенівка) — проміжна станція Гомельського відділення Білоруської залізниці на електрифікованій лінії Гомель — Жлобин. Розташована у однойменному селі Буда-Кошельовському районі Гомельської області.